# BioOne
BioOne es una editorial sin fines de lucro de investigación científica.
BioOne se estableció en 1999 en Washington D. C., como una organización 501(c)(3) por cinco colaboradores académicos: el Instituto Estadounidense de Ciencias Biológicas, la Coalición de Publicaciones Académicas y Recursos Académicos (SPARC), La Universidad de Kansas, Greater Western Library Alliance y Allen Press.
El principal impulso para la creación de BioOne fue el deseo común entre los interesados académicos clave de una alternativa a la publicación académica comercial.
La mitad de los ingresos por cuotas de suscripción de BioOne Complete se divide entre los editores participantes.